# Campagne Senussi
La campagne Senussi s'est déroulée en Afrique du Nord de novembre 1915 à février 1917, pendant la Première Guerre mondiale. La campagne est menée par le royaume d'Italie et l'Empire britannique contre les Senussi, un ordre religieux de nomades arabes en Libye et en Égypte. Les Senussi sont courtisés par l'Empire ottoman et l'Empire allemand. Conscient des menaces françaises et italiennes, le sultan ottoman Abdulhamid II envoie à deux reprises son aide de camp Azmzade Sadik El Mueyyed rencontrer le cheikh Muhammed El Mehdi El Senussi afin d'entretenir des relations positives et de contrer la ruée de l'Europe occidentale vers l'Afrique. À l'été 1915, les Ottomans ont persuadé le Grand Senussi Ahmed Sharif as-Senussi de déclarer le jihad, d'attaquer l'Égypte occupée par les Britanniques depuis l'ouest et d'encourager l'insurrection en Égypte pour détourner les forces britanniques.
Les Senoussis franchissent la frontière libyenne-égyptienne en novembre 1915 et mènent une campagne le long de la côte égyptienne. Au début, les forces de l'Empire britannique se retirent, puis elles battent les Senoussis lors de plusieurs engagements, culminant avec l'action d'Agagia (en) et la reprise de la côte en mars 1916. À l'intérieur des terres, la campagne des oasis se poursuit jusqu'en février 1917, après quoi une paix est négociée et la région devient une zone secondaire pour le reste de la guerre, patrouillée par des avions et des voitures blindées britanniques.

## Arrière-plan

### Senoussi
Avant 1906, lorsque les Senoussis commencent à s'impliquer dans la résistance contre les Français, ils sont une « secte religieuse relativement pacifique du désert du Sahara, opposée au fanatisme ». Lors de la guerre italo-turque du 29 septembre 1911 au 18 octobre 1912), les forces italiennes occupent des enclaves le long de la côte libyenne et les Senoussis résistent depuis l'intérieur, tout en maintenant des relations généralement amicales avec les Britanniques en Égypte. En 1913, les Italiens sont vaincus lors de l'action d'Etangi, mais en 1914, les renforts italiens conduisent à une reprise des hostilités et en janvier, les Senoussis se trouvent en Cyrénaïque sud-orientale. Les Senoussis ont environ 10 000 hommes armés de fusils modernes, avec des munitions provenant d'une usine qui produit 1 000 cartouches par jour. Les combats intermittents continuent entre les Italiens dans les villes fortifiées et les Senoussis parcourant le désert. Les Britanniques déclarent la guerre à l'Empire ottoman le 5 novembre et les Ottomans encouragent les Senoussis à attaquer l'Égypte depuis l'ouest. Les Ottomans veulent que les Senoussis mènent des opérations contre l'arrière des défenseurs du canal de Suez ; ; les Ottomans ont échoué dans leurs précédentes attaques contre les forces britanniques depuis le Sinaï à l'est et veulent les distraire par des attaques venant de la direction opposée.

### Empire ottoman
En février 1915, des émissaires turcs, dont Nuri Bey, le demi-frère d'Enver Pacha, et Jaafar Pacha, Arabe de Bagdad dans l'armée ottomane, complotent pour provoquer des troubles entre Sayyid Ahmed ash-Sharif, le Grand Senussi, et les Britanniques, en planifiant un raid sur Sollum le 15 juin, mais ce plan est déjoué. Nuri prend finalement le commandement des forces militaires senoussies et commence à entraîner les recrues d'Aulad Ali. Les émissaires ottomans négocient un accord avec le Grand Senussi, dans lequel ses partisans doivent attaquer les Britanniques en Égypte depuis l'ouest, bien que sa décision ne soit pas soutenue par tous les Senoussis. Les Ottomans fournissent des mitrailleuses et de l'artillerie en utilisant des navires et des sous-marins allemands pour livrer des armes, de l'équipement et de l'argent,. En novembre 1915, la taille de la garnison britannique en Égypte est considérablement réduite par les expéditions à Gallipoli et en Mésopotamie. La frontière ouest de l'Égypte est protégée par la Garde côtière égyptienne (Lieutenant-colonel C. L. Snow), dont le commandant est responsable du maintien de bonnes relations avec les Bédouins locaux et les Senoussis.

### Terrain

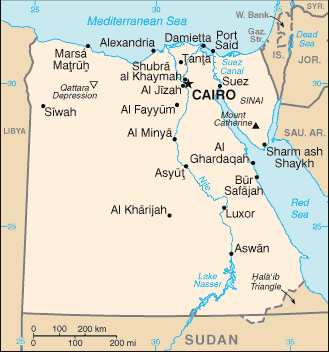
Map of Egypt

La frontière ouest de l'Égypte n'est pas définie en 1914, car les négociations avec les Ottomans sont interrompues par la guerre italo-turque (1911-1912) et annulées par la cession de Tripoli à l'Italie. Une frontière théorique court vers le sud à partir de Sollum, à l'est de laquelle se trouve une zone de 520 000 km², tout en désert au sud de la bande côtière semi-désertique mais avec plusieurs oasis, certaines assez grandes et soutenant des populations importantes, administrées par le gouvernement égyptien. Les Bédouins (nomades arabes) se déplacent entre les oasis, commercent avec les habitants et s'y réfugient lorsque les puits s'assèchent.
Le long de la côte méditerranéenne de l'Égypte se trouve une bande de terre suffisamment arrosée pour soutenir le pâturage des chameaux et des moutons ; creuser pour de l'eau réussit généralement, mais les puits et les citernes sont souvent éloignés les uns des autres et parfois s'assèchent de manière inattendue. La terre est poussiéreuse en été et gluante pendant la saison des pluies de décembre à mars, lorsque les jours sont relativement frais et les nuits extrêmement froides. Au sud de la bande côtière se trouve un plateau calcaire nu, d'environ 80 km de large à Dabaa et de 240 km de large à Sollum. Au sud se trouve le désert, avec des dunes de sable s'étendant sur plusieurs centaines de kilomètres.
L'oasis de Siwa, un bastion des Senoussis, se situe à 260 km au sud de Sollum, au bord de la mer de sable ; à l'est se trouve une série d'oasis, certaines assez proches de la vallée du Nil pour être à portée des raiders Senoussis se déplaçant à dos de chameau. Une voie ferrée à écartement standard longe la côte depuis Alexandrie, destinée à se terminer à Sollum, mais qui en 1915 atteint Dabaa. Une piste, connue sous le nom de route motorisée Khédivale, praticable par temps sec pour les véhicules à moteur, continue jusqu'à la frontière, bien que lorsque les hostilités commencent, la saison des pluies soit imminente.

## Prélude

### Préparatifs Senussi-ottomans
Les officiers allemands et turcs établissent leur quartier général à l'oasis de Siwa avec une force senoussie de 5 000 combattants, soutenue par des canons de montagne et des mitrailleuses, pour attaquer Sollum, Mersa Matruh et El Dabaa sur la côte et les oasis plus au sud de Bahariya, Farafra, Dakhla et KhargaLe 15 août, un commandant de sous-marin britannique aperçoit des personnes sur le rivage près de Sollum et essuie des tirs lorsqu'il va enquêter, ce qui provoque un incident diplomatique jusqu'à ce que les Senoussis prétendent avoir pris le sous-marin pour un bateau italien. John Maxwell, le commandant des troupes britanniques en Égypte, fait semblant de croire à cette excuse, pensant qu'il s'agit d'une provocation pour forcer la main du Grand Senoussi. Peu de temps après, les Senoussis commencent à s'entraîner autour de Sollum avec de l'artillerie et des mitrailleuses, et Maxwell obtient alors des documents du Grand Senoussi destinés aux dirigeants musulmans et aux journalistes en Arabie et en Inde, exhortant au djihad.
Les Britanniques continuent de calmer les Senoussis, étant en négociation avec le Chérif de La Mecque et réticents à enflammer l'opinion musulmane. Le 30 septembre, Snow rencontre le Grand Senoussi et Jaafar Pacha, qui discutent de la nature indisciplinée des nomades du désert, mais Snow juge les forces senoussies potentiellement redoutables. Peu après, des nouvelles arrivent d'une autre victoire senoussie sur les Italiens près de Tripoli et de la capture de nombreuses armes et sommes d'argent. L'agression des Senoussis contre les Britanniques escalade en novembre, lorsque des sous-marins allemands torpillent un steamer armé, le HMS Tara, et le navire de transport Moorina, puis remettent les équipages aux Senoussis à Port Suleiman en Cyrénaïque. Sayed Ahmed feint l'ignorance lorsque les Britanniques se plaignent et des négociations commencent pour persuader le Grand Senoussi de renvoyer les émissaires ottomans contre de l'argent, mais les raids des sous-marins allemands encouragent l'intransigeance des Senoussis.
Le 6 novembre, des bateaux de la garde côtière égyptienne dans la baie de Sollum sont attaqués par le SM U-35, l'Abbas est coulé et le Nuhr el Bahr est endommagé. Dans la nuit du 17 novembre, les Senoussis tirent sur le camp de Sollum, deux Bédouins sont assassinés et le télégraphe côtier est coupé. La nuit suivante, une Zawiet (cellule, monastère ou ermitage) à Sidi Barrani, 77 km à l'est de Sollum, est occupée par 300 Muhafizia (commandant, défenseur ou garde) des troupes régulières senoussies. Sayed Ahmed ordonne à ses partisans de franchir la frontière égyptienne avant le 21 novembre pour mener la campagne côtière. Dans la nuit du 19 au 20 novembre, la caserne de Sollum est attaquée et un garde côtier est tué. Le lendemain, un poste à 48 km au sud-est de Sollum est attaqué et lorsque la nouvelle arrive, des troubles civils éclatent à Alexandrie.

### Préparatifs britanniques

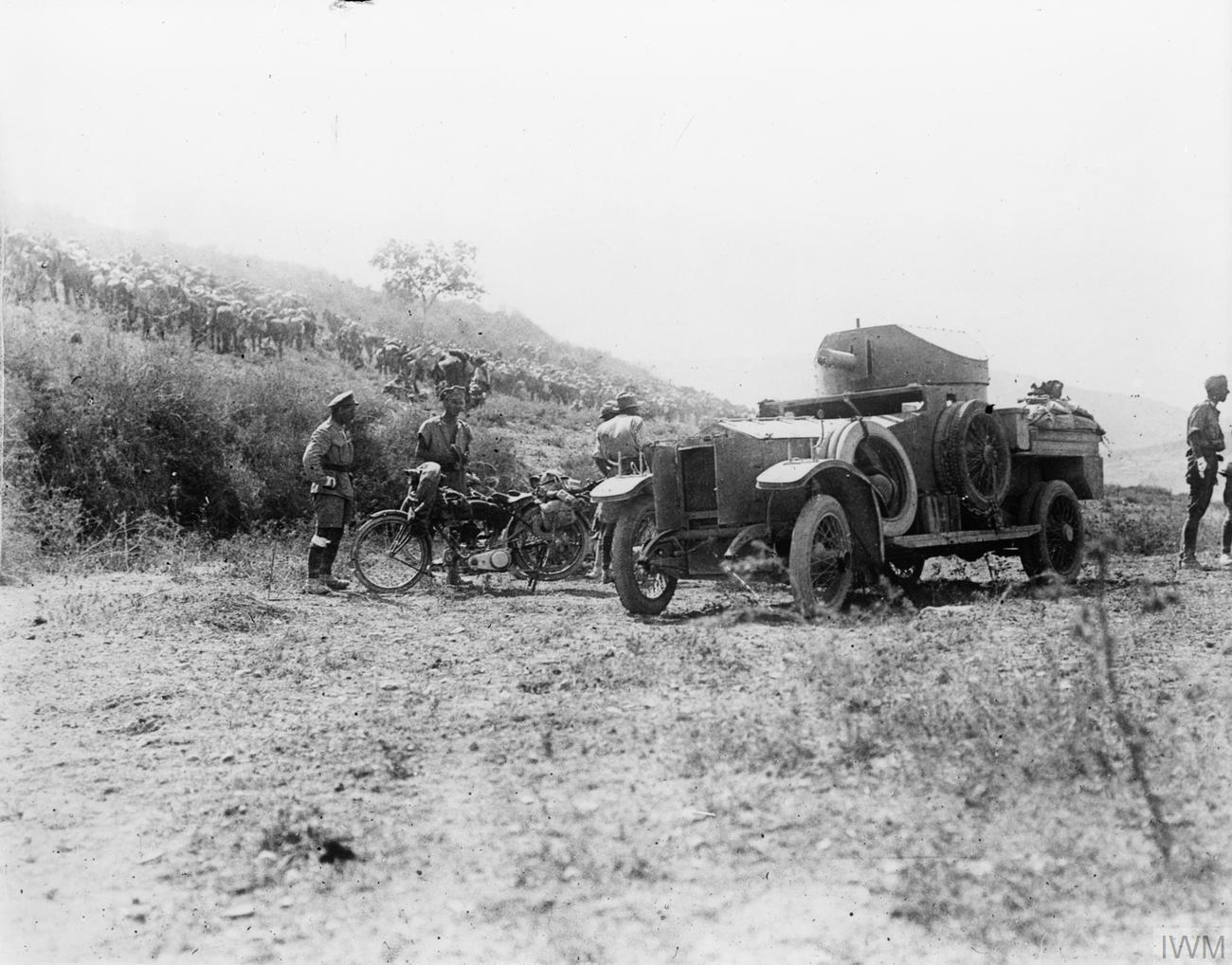
Rolls-royce renforcée en Palestine en 1918.

Les commandants britanniques adoptent une politique d'évitement des revers avant de tenter de vaincre les Senoussis. Sollum est à 450 km d'Alexandrie, trop loin à l'ouest pour servir de base et trop exposé aux sous-marins allemands, en l'absence de bateaux de patrouille rapides pour protéger les navires dans la baie. Mersa Matruh (Matruh) est à 190 km plus près d'Alexandrie et dispose d'une bonne source d'eau. Les postes de la frontière ouest reçoivent l'ordre de se replier sur Matruh pour se concentrer et être renforcés par des troupes déplacées le long de la côte par des chalutiers et sur le chemin de fer Khedival jusqu'à Dabaa, à 121 km de Matruh. Des ordres sont donnés le 20 novembre pour former une force de la frontière ouest, composée de brigades mixtes de cavalerie et d'infanterie et de soutiens ; à la fin de l'année, les Britanniques ont environ 40 000 soldats dans le désert occidental. Le 21 novembre, le 2e bataillon de la brigade de fusiliers de Nouvelle-Zélande, une compagnie du 15e régiment de Sikhs, des détachements du corps de chameaux de Bikanir et un train blindé équipé par des artilleurs égyptiens sont envoyés à Dabaa pour protéger la voie ferrée et patrouiller jusqu'à l'oasis de Moghara. Plus tard, la brigade montée du North Midland est envoyée à Fayoum et une plus petite force est envoyée garnir Wadi Natrun, à 72 km au sud d'Alexandrie.

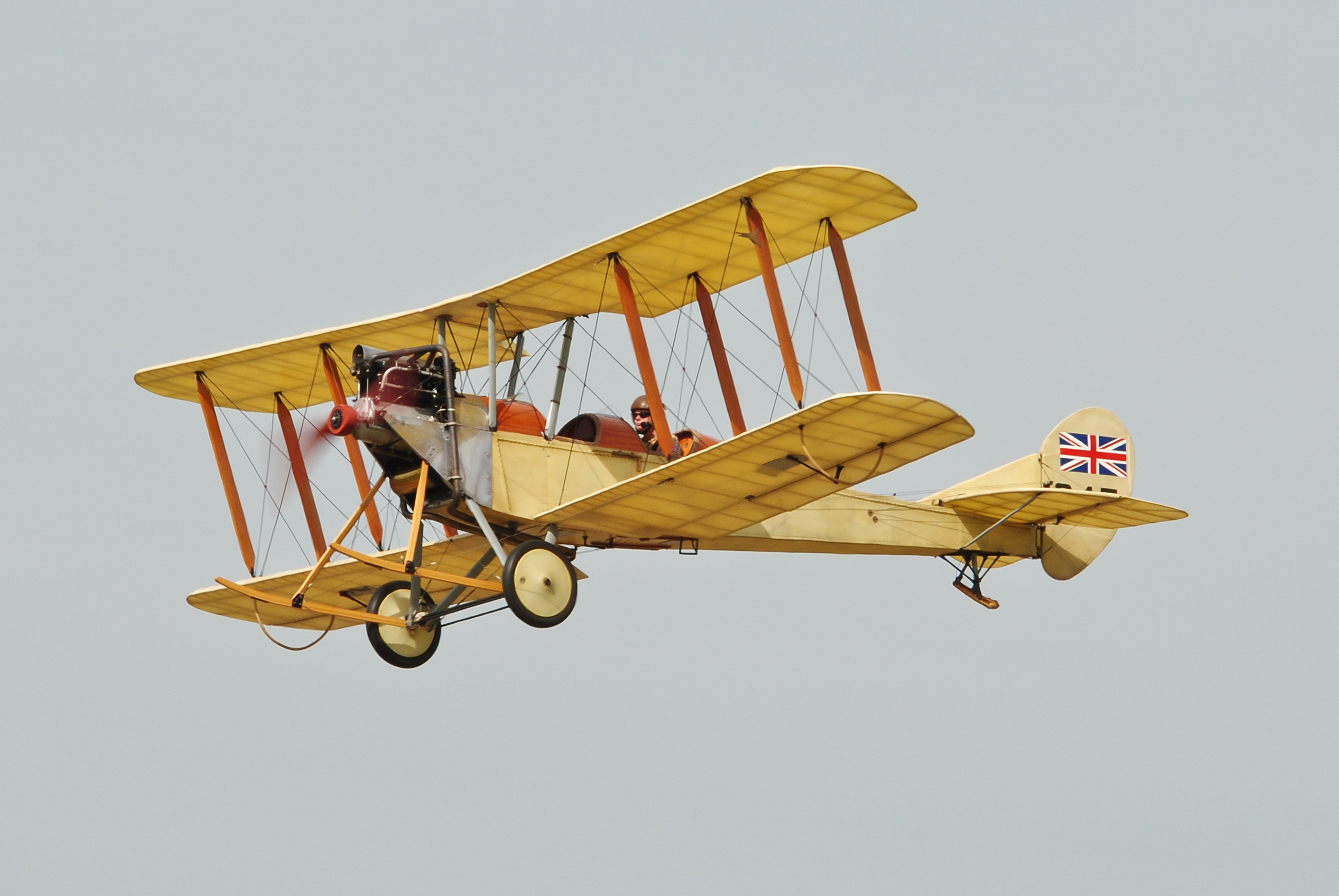
Réplique d'un B.E. 2 en vol

Dans la nuit du 23 au 24 novembre, environ 300 hommes du 15e régiment de Sikhs quittent Alexandrie par chalutier pour Matruh, puis pour retirer la garnison de Sollum, mais trouvent que les 100 Égyptiens de Sollum sont déjà à Matruh, ayant navigué vers l'est sur un navire de la garde côtière, le Rasheed. La garnison de Sidi Barrani repousse une attaque tard le 22 novembre et se retire avant l'aube, arrivant à Matruh le 24 novembre ; Buq Buq (Baqbaq), à 160 km à l'ouest de Matruh, est également abandonné, bien qu'environ 134 membres de la garde côtière égyptienne désertent vers les Senoussis avec leur équipement et 176 chameaux, après quoi une petite force de cavalerie et d'infanterie égyptienne à Matruh est renvoyée au delta en disgrâce. Dès que Sollum est évacuée, des navires arrivent pleins de munitions pour les Senoussis. Au 3 décembre, la garnison de Matruh compte 1 400 hommes et au 10 novembre, la force de la frontière ouest (WFF) est arrivée avec une batterie d'artillerie, deux canons de 100 mm de la Royal Marine Artillery Heavy Battery d'Alexandrie et deux avions BE2c du Royal Flying Corps (RFC) du A Flight of 14 Squadron RFC, qui commencent leurs opérations le 5 décembre,.

## Campagne Senussi

### Côte

#### Affaire du Wadi Seinab
Le 11 décembre, Wallace envoie une colonne (Lieutenant-colonel J. L. R. Gordon) de Matruh à Duwwar Hussein, à 26 km à l'ouest, avec de l'infanterie, de l'artillerie et quatre voitures blindées, trois voitures légères Ford et une voiture sans fil de la Royal Naval Armoured Car Division, le Composite Yeomanry Regiment et la majeure partie de la Composite Infantry Brigade. La cavalerie se déplace d'environ 14 km lorsqu'elle essuie des tirs d'armes légères sur la droite et essaie de déborder leurs assaillants, avec le soutien des voitures blindées, mais la colonne est rappelée en raison de l'ampleur des tirs reçus. L'artillerie intervient et un escadron de l'Australian Light Horse arrive, après quoi les Senoussis sont repoussés de Wadi Senab. La force d'environ 300 Senoussis perd 80 hommes tués et sept prisonniers contre 16 tués et 17 blessés, dont l'un est Snow, tué en tentant de capturer un Bédouin blessé. Gordon entend l'engagement et reçoit un message largué par un avion, mais en raison de la distance, de la quantité de bagages et de la petite taille de sa force, il décide de compter sur Wallace qui marche depuis Matruh et continue jusqu'à Umm er Rakham, où la cavalerie se rallie pour la nuit.
Le lendemain, peu de choses se passent en raison de l'épuisement des chevaux des Yeomanry, sauf pour une patrouille locale qui trouve quelques chameaux et capture 25 prisonniers. Gordon prévoit d'avancer vers Wadi Hashefiat après qu'un avion de reconnaissance a largué une note indiquant que les Senoussis sont à 11 km au sud-ouest, puis de remonter le wadi jusqu'à Duwwar Hussein et Wallace accepte d'envoyer quatre voitures blindées pour coopérer. Pendant la nuit, deux compagnies des Royal Scots arrivent avec un convoi de ravitaillement et la marche commence à 8h30 avec un écran de cavalerie en tête. Juste à l'est de Wadi Hashefiat, la force essuie des tirs depuis la gauche vers 9h15 et la garde de flanc se retire vers le nord, poursuivie par ce qui semble être des troupes britanniques. Ils sont identifiés comme des Senoussis et observés avançant en ordre ouvert et tirant depuis des abris, apparaissant finalement comme une grande force. Gordon ordonne au corps principal de stopper l'avance des Senoussis tandis que l'avant-garde et la cavalerie enveloppent le flanc gauche des Senoussis. Les deux parties manœuvrent, la force senoussienne semble être de 1 000 à 1 500 hommes et à 10h00 l'infanterie est soutenue par deux canons de campagne et trois mitrailleuses.
Gordon ordonne à la garde d'Umm el Rakam de se renforcer et plus tard, deux escadrons de l'Australian Light Horse arrivent de Matruh avec deux canons de campagne, qui ouvrent le feu à 15h15 et un obus chanceux atterrit au milieu du plus grand groupe senoussien, qui se disperse et s'enfuit. Le reste des Senoussis commence à se retirer et les Britanniques les poursuivent, mais retournent ensuite au camp avec des pertes de neuf tués et 65 blessés, pour une estimation de 250 pertes senoussiennes. La colonne retourne à Matruh le lendemain, très épuisée ; les Senoussis sont repoussés mais s'échappent, ayant réussi à surprendre et attaquer avec vigueur. Les Britanniques concluent que si le reste de la colonne avait été aussi bien entraîné que le 15e régiment de Sikhs, la défaite des Senoussis aurait été plus grande.

#### Affaire du Wadi Majid
Entre le 15 et le 24 décembre, les opérations de la Matruh furent empêchées par le mauvais temps. Pendant ce temps, les forces furent réorganisées et la WFF renforcée par le 1er bataillon de la brigade de fusiliers de Nouvelle-Zélande. Les Senoussis se regroupèrent sur la route Khedival à Gabel Medwa, 9,7 km à l'ouest de Matruh, que la reconnaissance aérienne et les espions estimèrent à une force de 5 000 hommes, incluant des Muhafizia, quatre canons et plusieurs mitrailleuses. Un observateur aérien du 14e escadron en B.E.2c dessina le campement senoussi et des copies furent utilisées par les commandants au sol. Jaafar écrivit plus tard qu'il y avait trois bataillons de Muhafizia avec 300 hommes chacun, quatre canons de montagne et deux mitrailleuses, envoyés à Dabaa pour couper les communications avec Alexandrie. Trois autres bataillons, quatre canons et huit mitrailleuses se trouvaient à Halazin, 24 km au sud-ouest de Gebel Medwa. Ces forces étaient accompagnées d'irréguliers bédouins, prêts à se joindre à la bataille si les Senoussis battaient les Britanniques. Wallace décida d'essayer une avance nocturne pour surprendre les Senoussis et à 5h00 le 25 décembre, deux colonnes partirent de Matruh.
La colonne de droite devait avancer directement vers Gebel Medwa et la colonne de gauche devait se déplacer via Wadi Toweiwia au sud de Matruh, puis contourner le flanc senoussi pour couper leur retraite. Une corvette de classe Azalea, le HMS Clematis, devait fournir un soutien de tir à toute cible à portée. La cavalerie quitta Wadi Toweiwia à 7h30 mais le déplacement des canons et des munitions prit encore deux heures alors que le reste de la colonne se dirigeait vers la route Khedival à 19 km à l'ouest de Matruh. La colonne de droite avança silencieusement mais à 6h00, les avant-postes senoussis donnèrent l'alerte et engagèrent la colonne qui s'arrêta jusqu'à ce que la lumière s'améliore. Beaucoup de Senoussis purent être vus dans les collines au sud et sud-est mais pas sur Gebel Medwa, en raison de l'apparition soudaine des Britanniques. Gebel Medwa fut occupé pour protéger le flanc droit, puis l'avance devait se poursuivre sur la route, lorsqu'un canon senoussi tira avec précision sur la route. La batterie de Notts répliqua et fit taire le canon ; des obus du Clematis, à 9,1 km de là, tombèrent sur la position senoussie.
Les 15e Sikhs avancèrent de part et d'autre de la route à 8h45, suivis par d'autres troupes qui attaquèrent le flanc gauche. À 9h30, les Sikhs étaient à moins de 730 m de la principale position senoussie et virent qu'ils se retiraient, poussant avec les fusiliers néo-zélandais pour prendre la crête à 10h00. Certains Senoussis furent piégés dans des grottes et des ravins et tués alors que l'artillerie bombardait le reste des Senoussis pendant leur retraite. La cavalerie de la colonne de gauche fut retardée par la cavalerie senoussie et ne put couper la retraite des Senoussis, ayant été engagée depuis 8h00 à 6,4 km au sud de Gebel Medwa, les cavaliers senoussis semblant placés là pour déjouer une manœuvre de contournement. Finalement, le feu des mitrailleuses repoussa la troupe de couverture mais la colonne ne reprit l'avance qu'à 9h00, essayant alors de couper de petits groupes. Les tentatives de signaler à la colonne de gauche d'avancer directement vers Wadi Majid prirent jusqu'à près de 13h00 et la cavalerie n'atteignit le wadi qu'à 15h00, moment où les Senoussis s'étaient échappés. L'infanterie tua environ 100 Senoussis, captura 80 chameaux et brûla ensuite le campement.
Les Britanniques faisaient face au nord contre l'arrière-garde senoussie acculée à la mer mais la plupart des Senoussis s'étaient retirés vers l'ouest avec leur bétail et à la tombée de la nuit, l'arrière-garde put s'échapper de Wadi Senab et Wadi Majid le long du rivage rocheux, où la cavalerie ne pouvait les suivre. À 17h00, Gordon mit fin à la poursuite et ordonna à l'infanterie de bivouaquer à Gebel Medwa et à la cavalerie de retourner à Matruh. La défaite abaissa le prestige des Senoussis mais l'incapacité de la cavalerie britannique à exploiter la victoire laissa le gros des forces senoussies intact. Les pertes britanniques furent de 13 tués et 51 blessés et environ 300 Senoussis furent tués et 20 capturés. Les bagages de Jaafar Pacha furent pris et certains des morts étaient des gardes-côtes égyptiens qui avaient déserté. Plusieurs prisonniers indiens capturés du Moorina s'échappèrent des Senoussis dans la confusion et rejoignirent leurs unités ; Wallace put commencer les opérations entre Matruh et Dabaa après un bref repos.

#### Affaire Halazin
Après une brève pause suivant l'affaire de Wadi Majid, Wallace envoya une colonne à Bir Gerawla, à 19 km au sud-est de Matruh, tard dans la journée du 28 décembre, après que le camp eut été repéré par reconnaissance aérienne. La colonne revint le 30 décembre sans avoir rencontré de résistance, les Bédouins fuyant à l'approche de la colonne. Quatre-vingts tentes furent détruites avec une certaine quantité de grains ; 100 chameaux et 500 moutons furent pris, forçant les Bédouins locaux à se soumettre. Le 1er janvier 1916, quatre-vingts tentes furent vues par un équipage de reconnaissance aérienne à Gebel Howeimil, à 56 km au sud-est de Matruh, mais des pluies torrentielles empêchèrent une attaque sur le camp pendant dix jours. La pluie s'arrêta le 9 janvier, mais il fallut une journée pour que le sol sèche et une colonne mixte atteignit Baqqush tard le 13 janvier. Le lendemain, le camp fut trouvé désert mais de plus petits camps furent découverts avec des chameaux et du bétail ; les tentes furent brûlées et le bétail pris avant que la colonne ne retourne à Baqqush. Pendant le raid, le télégraphe de Matruh à Dabaa fut réparé et le 15 janvier, des troupes transférées de la WFF revinrent via Dabaa tandis que le reste de la colonne retourna à Matruh le 16 janvier avec 13 prisonniers et un butin de 140 chameaux et 50 têtes de bétail.
Le 19 janvier, une reconnaissance aérienne découvrit le principal camp Senoussi à Halazin, à 35 km au sud-ouest de Matruh, avec 300 tentes, y compris celle du Grand Senoussi et il fut décidé d'attaquer dès que possible. La WFF avança le 22 janvier vers Bir Shola à 19 km au sud-ouest et se dirigea vers Halazin en deux colonnes le lendemain matin. La colonne d'infanterie sur la droite suivit une direction à la boussole vers le camp et la cavalerie avança en échelon sur le flanc gauche. Il pleuvait et le train de bagages fut laissé derrière, les ambulances motorisées s'embourbèrent et les voitures blindées furent renvoyées à Matruh. Après une avance de 11 km, les Senoussis furent aperçus et une heure plus tard, l'infanterie attaqua alors que la cavalerie fut envoyée contre le flanc droit des Senoussis. À 10h00, l'infanterie avança vers une position défensive d'environ 2,4 km de long, obscurcie par un mirage. Les Senoussis semblaient se retirer sur une position préparée avec beaucoup de compétence, manipulant également trois canons et cinq mitrailleuses efficacement. Un groupe de Senoussis apparut sur la droite britannique, puis un autre groupe apparut sur la gauche alors que la garde du flanc droit britannique était repoussée sous le feu des mitrailleuses. Des renforts néo-zélandais furent envoyés au flanc avec des mitrailleuses et arrêtèrent l'attaque Senoussi mais furent ensuite contournés et renforcés à nouveau.
La manœuvre de contournement Senoussi sur la gauche fut plus menaçante, arrêtant la colonne de gauche à 13h30 et la repoussant progressivement jusqu'à ce que deux compagnies néo-zélandaises arrêtent l'avance Senoussi. L'avance des Sikhs au centre se poursuivit alors que les flancs étaient repoussés mais les Sikhs, les Sud-Africains et les Néo-Zélandais poussèrent en avant et à 14h45 atteignirent les retranchements Senoussis, les défenseurs cédant et se retirant dans le désert. La cavalerie ne put poursuivre les Senoussis en retraite faute d'eau pour les chevaux et l'état du terrain rendait une poursuite en voiture blindée impossible. Les pertes britanniques furent de 31 tués et 291 blessés. Les prisonniers Senoussis estimèrent les pertes à 200 tués et 500 blessés, mais le gros des forces Senoussis resta intact et une reconnaissance aérienne le 24 janvier les trouva à Bir Tuta en direction de Sidi Barrani. Les Britanniques établirent un bivouac à proximité et les troupes passèrent la nuit sans abri ni nourriture. La colonne retourna à Bir Shola, à travers une boue encore pire et les blessés qui ne pouvaient pas s'asseoir sur des chevaux furent transportés sur des civières. La nuit du 24 janvier fut également humide mais les conditions étaient bien meilleures, avec de la nourriture, de l'eau et des tentes pour les blessés.

#### Action d'Agagia

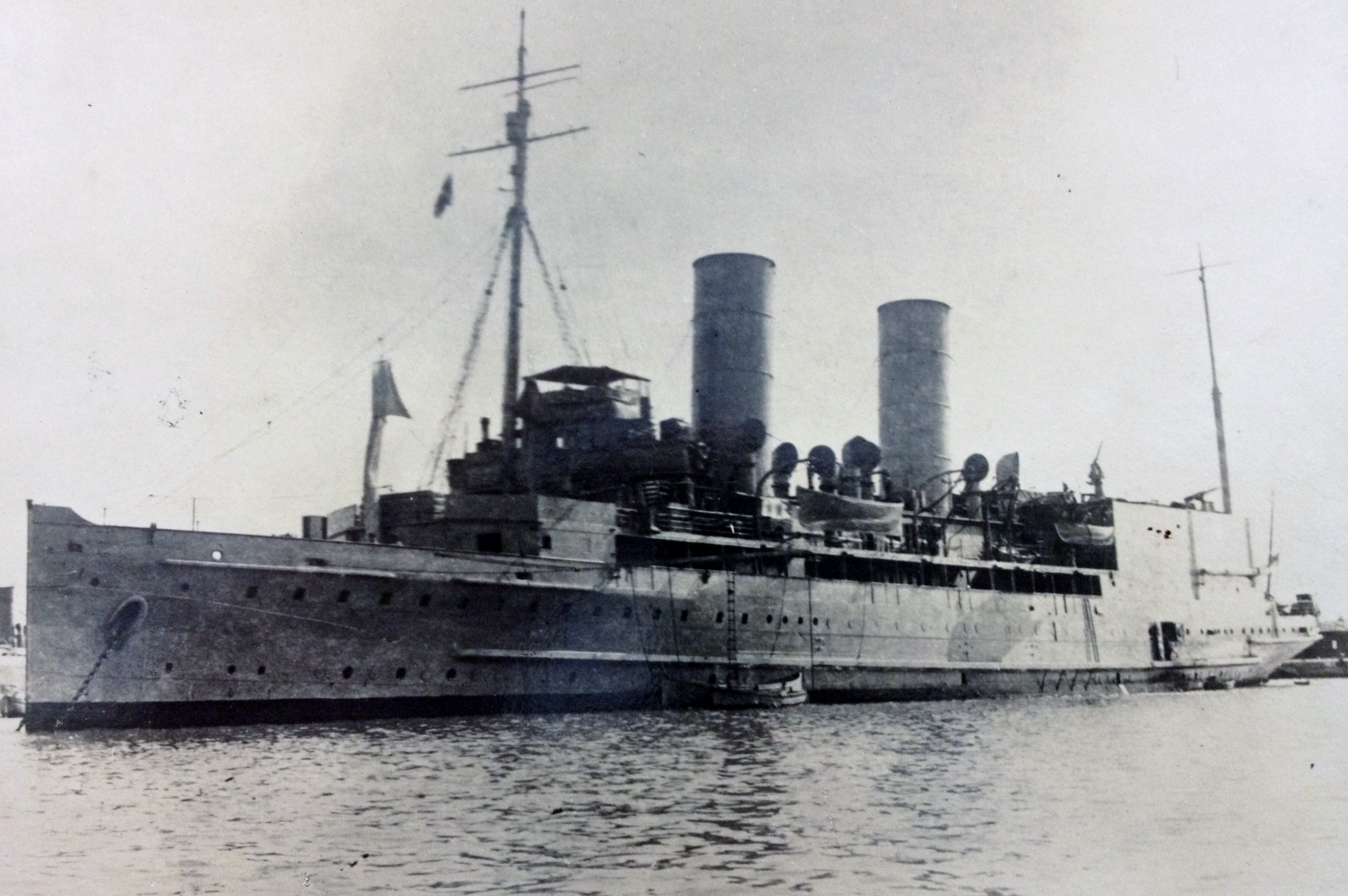
HMS Ben-my-Chree, seaplane carrier

En février 1916, un porte-hydravions, HMS Ben-my-Chree est envoyé de Port-Saïd ; le 11 février, ses avions observèrent Sidi Barrani et Sollum, et le 15 février découvrirent que les Senoussis étaient campés à Agagia. La Western Frontier Force (major-général William Peyton) fut renforcée par la 1re brigade sud-africaine (brigadier-général Henry Lukin) et une colonne britannique dirigée par Lukin avança vers l'ouest le long de la côte pour reprendre Sollum en février. En route, un campement senoussi à Agagia fut repéré par les avions. Le 26 février, la colonne attaqua les Senoussis et captura Jaafar Pasha, commandant des forces Senoussis sur la côte. Alors que les Senoussis battaient en retraite, ils furent coupés par une charge de cavalerie des Yeomen du Dorset ; les Yeomen perdirent la moitié de leurs chevaux et environ un tiers des cavaliers (58 sur les 184 qui y participèrent) mais dispersèrent la colonne, causèrent environ 500 pertes, prirent 39 prisonniers, capturèrent le train de bagages des Senoussis et poursuivirent les survivants dans le désert.

#### Réoccupation de Sollum
Après avoir enterré les morts et reposé les survivants, Lukin avance vers Sidi Barrani et y entre sans opposition le 28 février. Le 2 mars, deux avions de reconnaissance sont envoyés de Matruh et le 8 mars, les avions survolent Sidi Barrani pour chercher de Sidi Barrani à Sollum. La Force de la Frontière Ouest (WFF) a établi une base à 90 miles (140 km) plus à l'ouest que Matruh, mais ne peut atterrir que par beau temps et doit compter sur la route terrestre jusqu'à ce que la marine rattrape son retard. Dès que les Britanniques sont établis à Sidi Barrani, Lukin renvoie autant de chevaux et de canonniers que possible pour réduire la demande en nourriture, ce qui prend quatre jours par convoi de chameaux et nécessite 50 à 100 escorte pour chaque voyage. La livraison de fournitures par mer est compliquée par la crainte des sous-marins allemands, mais elle est achevée le 4 mars, ce qui rend possible le retour de la majeure partie de la WFF à Sidi Barrani d'ici le 7 mars. De nombreuses unités ont été postées ailleurs et de nouvelles ont été envoyées en avant, y compris la Batterie de mitrailleuses motorisées du Corps de Cavalerie, avec 17 voitures blindées légères et 21 motos. La Route Khédiviale de Sollum suit la côte et l'escarpement intérieur qui se trouve à 25 miles (40 km) de la côte à Sidi Barrani converge avec la côte à Sollum.
Pour éviter une montée de l'escarpement par le Col de Halfaya avec les Senoussis qui attendent en haut, Peyton choisit une route intérieure via le Col Médian à 20 miles (32 km) au sud-est de Sollum, en utilisant les puits à Augerin et les citernes à Médian et Siwiat sur le plateau, pour l'eau. Les vols de reconnaissance par le RFC ont trouvé de petits camps près des escarpements mais aucun signe de travaux défensifs aux cols. Les troupes d'infanterie plus lentes devaient partir le 9 mars pour arriver à l'aube du 12 mars et capturer les cols Médian et Eragib. La colonne montée de la 2e Brigade montée, de l'artillerie et du corps de chameaux, devait partir le 11 mars et se retrouver avec Lukin le 13 mars à Augerin. La colonne d'infanterie atteint Buq Buq le 11 mars, la cavalerie atteint Alem abu Sheiba et le lendemain la colonne d'infanterie atteint Augerin et les voitures blindées occupent les cols Médian et Eragib. L'approvisionnement en eau s'est révélé insuffisant pour la colonne de cavalerie ou toute l'infanterie. Peyton ordonne à Lukin d'avancer avec deux bataillons et de l'artillerie et d'envoyer le reste à Buq Buq avec la colonne de cavalerie, pour se joindre à Peyton et faire une lente avancée le long de la côte. Lukin avance avec les 1er et 4e bataillons sud-africains, la Batterie de Montagne de Hong Kong et un détachement d'Ambulance de Campagne. Le jour suivant, la force réduite monte sur le plateau via les cols jusqu'à Bir el Siwiat.
Le 13 mars, les forces avec Peyton avancent jusqu'à Bir Tegdida, à 19 miles (31 km) de Sollum, mais la cavalerie reste à Buq Buq, après un rapport erroné faisant état d'une insuffisance d'eau à Tegdida. Le jour suivant, les trois colonnes se concentrent près du Col de Halfaya, à 3 miles (4,8 km) de Sollum, la cavalerie ayant rattrapé son retard et les bataillons avec Lukin transportant de l'eau sur des chameaux. Peyton envoie le 2e Bataillon d'Infanterie Sud-Africaine par le col pour rejoindre Lukin et continue le long de la côte. La marche d'approche se transforme en un anticlimax alors que les Senoussis partent de Sollum avant l'arrivée des colonnes et que les navires de ravitaillement arrivent le lendemain. Les voitures blindées du Duc de Westminster pressent sur Bir Waer, que la reconnaissance aérienne a signalé comme abandonné, pour poursuivre les Senoussis vers l'ouest. Les voitures blindées réussissent à rouler jusqu'à 40 mph (64 km/h) sur la surface désertique dure et contournent des centaines de Senoussis. Après avoir parcouru 25 miles (40 km) à l'ouest de Sollum, la principale force senoussie est repérée et attaquée.
Les Senoussis ne peuvent pas tenir leur position et, à l'exception d'un petit contingent ottoman, fuient dans le désert. Les Ottomans sont submergés et tués ; trente prisonniers sont capturés avec trois canons de campagne, neuf mitrailleuses et 250 000 cartouches, sans qu'aucun Britannique ne soit blessé. Les voitures poursuivent sur 10 miles (16 km), abattant les Senoussis au fur et à mesure qu'ils courent. À Sollum, une lettre du capitaine R. S. Gwatkin-Williams, commandant du Tara, est retrouvée, donnant l'emplacement des survivants des navires coulés en novembre précédent. Les prisonniers Senoussis ont admis que les équipages étaient détenus à Bir Hakeim, à environ 120 miles (190 km) à l'ouest de Sollum. Le Duc de Westminster part avec 45 voitures légères et des ambulances le 17 mars et conduit de 1h00 à 15h00 sur un terrain inconnu, jonché de rochers, menant le sauvetage de Bir Hakeim. Les 91 hommes sont nourris puis ramenés à un poste avancé du Corps de Chameaux Australien à Bir Waer. Le lendemain, les prisonniers libérés retournent à Alexandrie, ayant déclaré qu'ils n'avaient pas été maltraités mais avaient souffert de la famine causée par les opérations militaires dans la région et que quatre des prisonniers étaient morts, principalement de faim.

#### Opérations mineures
Les défaites des Senoussis dans la campagne côtière forcent les survivants à franchir la frontière en Libye et, pour éviter une reprise, les voitures légères et les voitures blindées continuent leurs patrouilles. Les Aulad Ali se rendent à Peyton, ayant également souffert de la famine, et les troubles publics à Alexandrie diminuent. La Brigade sud-africaine retourne à Alexandrie et deux bataillons de la Brigade Composite, une compagnie du Corps de Chameaux, deux canons de la Batterie de Hong Kong, les voitures blindées légères et les avions de reconnaissance restent à Sollum, avec un demi-escadron du RFC. Le 7 avril, quatre voitures blindées légères et une section de mitrailleuses du 2/7e Middlesex quittent Sollum pour attaquer un dépôt de munitions à Moraisa, à 18 milles (29 km) au nord-ouest, et détruisent des munitions d'artillerie et environ 120 000 cartouches de petit calibre ; d'autres patrouilles ce mois-là découvrent 167 000 cartouches supplémentaires. L'armée italienne poste deux bataillons à Bardia pour coopérer et du 25 au 26 juillet, une force de raid de Sollum et des voitures italiennes de Bardia, une partie du Corps de Chameaux et un yacht italien, le Misurat, attaquent une partie d'environ quarante Muhafizia à Wadi Sanal en Libye, à 40 milles (64 km) à l'ouest de Ras el Mehl. La partie est dispersée et sert d'avertissement qu'il n'y a aucun sanctuaire de part et d'autre de la frontière. Les patrouilles continuent toute l'année et un convoi de chameaux est capturé près de Jaghbub, un bastion des Senoussis à 135 milles (217 km) de Sollum ; d'autres raids italo-britanniques sont menés pendant l'hiver.

### Bande d'oasis

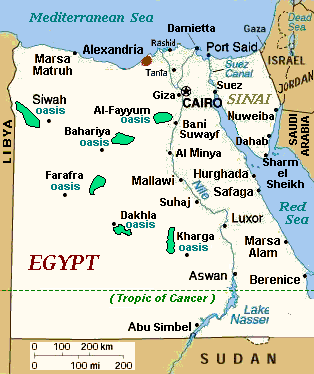
Map showing Egyptian oases

À plus de 480 km à l'ouest du Nil se trouve l'oasis de Siwa, d'où partent deux routes vers la vallée du Nil à travers des lignes d'oasis. La route du nord se dirige vers l'est en passant par plusieurs petites oasis et puits jusqu'à la grande oasis de Bahariya, qui se trouve à environ 160 km du Nil à Minya. La route du sud va vers le sud-est à travers Farafra et Dakhla jusqu'à la grande oasis de Kharga, à 160 km de Souhag sur le Nil. Le 11 février 1916, 500 Senussi et Sayyid Ahmed ash-Sharif occupent l'oasis de Bahariya, juste avant que Peyton ne soit prêt à commencer une marche de Matruh à Sollum. Les Senoussis sont repérés par des observateurs aériens d'un détachement du 17e Escadron à Faiyum. Le lendemain, les avions bombardent l'oasis avec huit bombes de 9,1 kg, et un vol de reconnaissance, trois jours plus tard, ne trouve aucun Senoussi. L'oasis de Farafra est occupée en même temps, puis les Senoussis se dirigent vers l'oasis de Dakhla, où ils sont repérés le 27 février, après que le détachement du RFC à Minya ait déménagé à Asyut et établi des terrains d'atterrissage avancés pour surveiller les oasis de Kharga et Dalka, s'étendant sur un rayon de 362 km,.
La 159e Brigade avait déjà été envoyée à Wadi Natroun, au nord-ouest du Caire, et la 1/1re Brigade montée du North Midland à Faiyum, à environ 97 km au sud-ouest du Caire, avec de plus petites forces le long du Nil. Les Britanniques renforcent les détachements couvrant la vallée du Nil et nomment le commandement Force Sud (Major-général J. Adye) basé à Beni Suef, placé de manière pratique pour résister à une avancée depuis l'ouest. Les défaites infligées aux Senoussis pendant la campagne côtière permettent d'étendre les garnisons vers le sud et à la fin mars, l'extrémité sud de la ligne de postes se trouve à Isna. Les fonctionnaires égyptiens à Kharga, où il y avait un chemin de fer léger se connectant à la ligne principale le long du Nil, ont été retirés lorsque Dakhla a été occupée. Aucune tentative n'est faite pour attaquer les Senoussis, mais de fréquentes sorties de reconnaissance par avion restent vigilantes. Au 19 mars, les défaites des Senoussis sur la côte avaient sapé le moral des Senoussis. Les Senoussis se retirent de Kharga de leur propre chef et les Britanniques utilisent le chemin de fer léger pour transporter le détachement de Kharga (Lieutenant-colonel A. J. McNeill), une force toutes armes de 1 600 hommes, jusqu'à l'oasis le 15 avril.
Le lendemain, un poste avancé est installé à l'oasis de Moghara, à environ 153 km à l'ouest du Caire. Murray ordonne une extension du chemin de fer léger de Kharga à l'oasis de Moghara, un nouveau chemin de fer léger du Nil à Beni Mazar à Bahariya et la construction d'une ligne de blockhaus le long de la piste de Darb el Rubi de Samalut à Bahariya, la route du nouveau chemin de fer. L'Imperial Camel Corps est formé en novembre 1915 principalement à partir de compagnies de la 1re division australienne et de la 2e division australienne, de l'Australian Light Horse, des troupes néo-zélandaises, de la Yeomanry britannique et de l'infanterie territoriale. Le corps devient la principale force de défense de l'ouest de l'Égypte, combinant le transport en chameau et les véhicules motorisés. Les patrouilles de voitures Ford légères et de batteries motorisées blindées légères révolutionnent l'occupation du désert occidental, augmentant la portée des patrouilles de dizaines de kilomètres à des centaines de kilomètres en véhicule. En raison des distances en jeu, les patrouilles opèrent de manière indépendante mais s'avèrent si efficaces que les Senoussis sont rapidement coupés de la vallée du Nil et isolés dans les oasis qu'ils occupent toujours.

#### Affaires dans l'oasis de Dakhla

Map of Dakhla Oasis

À la fin du mois de mai 1916, quatre blockhaus sont construits le long de la piste de Darb el Rubi et des progrès lents sont réalisés dans la construction du chemin de fer jusqu'à Bahariya. La principale force des Senoussis, estimée à 1 800 hommes, est à Dakhla et le 4 octobre, Murray ordonne au nouveau commandant de la Force Occidentale, le Major-Général W. A. Watson, de commencer des opérations contre elle. La nouvelle fuit jusqu'à Sayed Ahmed, qui avance de Dakhla à Bahariya avec la plupart de sa force, affaiblie par la maladie et la faim, et Ahmed se retire à Siwa du 8 au 10 octobre. La Force Occidentale tente de piéger l'arrière-garde des Senoussis à l'ouest de Bahariya avec une force de voitures légères, mais la distance et la mauvaise qualité du terrain permettent aux Senoussis de s'échapper. Les Britanniques réalisent que la garnison à Dakhla est beaucoup plus petite et susceptible de se retirer bientôt, et Watson décide d'attaquer depuis Kharga.
La force comprend soixante hommes avec une voiture blindée Rolls-Royce et un véhicule de soutien, six Ford et douze motos, deux canons Vickers et deux mitrailleuses Lewis, suivis d'une compagnie du Corps de Chameaux, qui ne peut arriver que 48 heures après les voitures. Les moteurs arrivent à Dakhla le 17 octobre pour constater que la plupart des Senoussis sont partis, à l'exception d'un groupe d'environ 120 hommes à Budkhulu au milieu de l'oasis, qui est fait prisonnier. La compagnie du Corps de Chameaux arrive à Bir Sheikh Mohammed à l'extrémité ouest de Dakhla le 19 mars et prend quarante autres prisonniers. Les Britanniques commencent à patrouiller tout autour et prennent cinquante autres prisonniers et quelques civils politiquement suspects ; à la fin du mois de mars, l'oasis et ses 20 000 occupants sont débarrassés des Senoussis. Des garnisons sont installées à Dakhla et Bahariya et le gouvernement civil reprend ; en novembre, une expédition à Farafra prend davantage de prisonniers.

#### Raid sur Siwa
En janvier 1917, Murray apprend que Sayed Ahmed a l'intention de se retirer de Siwa à Jaghbub avec ses 1 200 partisans et le 21 janvier, il ordonne une opération pour le capturer et infliger des pertes à ses partisans restants. On prévoyait qu'il faudrait un mois pour préparer une expédition de voitures et de chameaux, pour parcourir les 320 km de désert sans eau depuis Matruh, mais des nouvelles arrivent selon lesquelles Ahmed est prêt à partir et Murray ordonne au Brigadier-Général H. W. Hodgson d'attaquer immédiatement en n'utilisant que les voitures. Les oasis de Girba et Siwa sont presque contiguës, Girba se trouvant au nord-ouest de Siwa. La principale force des Senoussis était basée à Girba et Hodgson prévoit d'attaquer tandis qu'un détachement de batteries de voitures blindées bloquait le col de Munassib près de Gagaib, à 39 km au nord-ouest. La piste Girba-Jaghbub descend du plateau à travers le col. Les Britanniques anticipent que les Senoussis se retireront le long du col et seront piégés.
Trois batteries de voitures blindées légères et trois patrouilles de voitures légères luttent à travers le désert jusqu'à un point à 298 km au sud-ouest de Matruh, à 21 km au nord du col de Shegga le 2 février. À 9 heures du matin le lendemain, la force entre dans l'oasis à 8 km au sud-est du Neqb el Shegga et avance sur Girba. Les voitures surprennent les Senoussis qui échangent des tirs mais ensuite les Britanniques découvrent que le terrain est trop accidenté pour s'approcher à moins de 730 m jusqu'à plus tard dans la journée, quand certaines voitures parviennent à avancer de 370 m supplémentaires et à maintenir un feu de mitrailleuse sur les défenses des Senoussis. Des déserteurs affirment qu'il y avait environ 850 Senoussis à Girba et 400 autres à Siwa avec Mohammed Saleh, qui s'était installé à Girba pour commander la défense alors que Sayed Ahmed se préparait à se retirer vers l'ouest. La nuit est calme jusqu'à 5 heures du matin lorsque les Senoussis ouvrent le feu et commencent à brûler leurs réserves. Au lever du jour, les Senoussis sont vus se retirant à travers un col vers l'arrière et disparaissent. Les assaillants détruisent le camp et envoient des patrouilles vers Siwa, entrant le lendemain sans opposition, où les habitants semblent heureux de se débarrasser des Senoussis.
La principale équipe au col de Munassib échoue à intercepter les Senoussis, car l'escarpement est trop raide pour s'approcher à moins de 29 km et seules les voitures légères et une voiture blindée parviennent à descendre l'escarpement et à fermer le col. Le 4 février, l'équipe tend une embuscade à un convoi venant de l'ouest transportant du courrier et le lendemain rencontre les avant-gardes des Senoussis en retraite de Girba. Les assaillants sont contrecarrés lorsque les Senoussis les repoussent et détournent les convois qui suivent, à travers les dunes de sable autour du col. Les voitures retournent au rendez-vous et les assaillants estiment avoir tué quarante Senoussis, quarante chameaux et infligé 200 blessés. Trois membres britanniques de l'équipe ont été blessés. La force retourne à Matruh le 8 février alors que Sayyid Ahmed se retire à Jaghbub. Des négociations entre Sayed Idris et les Britanniques et les Italiens à Tobrouk, qui ont commencé fin janvier, sont galvanisées par la nouvelle de la défaite des Senoussis à Siwa. À Akramah le 12 avril, Idris agit sur les insinuations britanniques selon lesquelles ils le considéraient comme le leader légitime des Senoussis et que Sayed Ahmed était un nuisible, acceptant les conditions britanniques et s'entendant avec l'Italie le 14 avril.

### Libye italienne
Après la reprise ouverte des livraisons d'aide aux Senoussis de la part de l'Empire ottoman en juillet 1915, l'Italie répond par une déclaration de guerre le 21 août. Les hostilités permettent à l'Italie de rescinder formellement tous les privilèges dont jouit le sultan ottoman en Libye en vertu du traité d'Ouchy (17 octobre 1912), qui met fin à la première guerre italo-turque (1911-1912). Les Britanniques bloquent la côte de Cyrénaïque pour empêcher les approvisionnements d'être débarqués par des bateaux grecs au début, puis par des sous-marins allemands à partir de la fin de 1915, gardant la frontière entre la Cyrénaïque et l'Égypte pour empêcher le trafic d'armes, qui est effectué ouvertement par les Ottomans avec la complicité allemande. Le besoin de troupes sur le front italien conduit à la réduction de la force d'occupation italienne de 100 000 à 70 000 hommes dans la région autour de Tripoli,qui est pacifiée en recourant à des atrocités. L'arrière-pays et la bande côtière sont dépeuplés de Khums à Benghazi, Derna et Tobrouk,.
Le fort de Bu Njem, qui n'est capturé à sa garnison ottomane qu'en 1914, est le poste italien avancé dans la Sirtica. L'intérieur est soit évacué (Waddan, Hun et Suknan) soit ses postes sont laissés à des garnisons isolées assiégées par les Senoussis et les Bédouins. L'objectif des Senoussis d'expulser les Italiens coïncide avec les objectifs de guerre ottomans. En 1914, les Britanniques choisissent de calmer les Senoussis, mais l'adhésion de l'Italie à l'Entente en mai 1915 conduit les Britanniques à exercer des pressions sur les Senoussis pour qu'ils reconnaissent l'occupation italienne et qu'ils arrêtent le commerce transfrontalier. Les Senoussis deviennent de plus en plus dépendants des importations allemandes et ottomanes et doivent se déplacer pour trouver de la nourriture. La tentative de Mannesmann, un agent allemand, de fabriquer un incident diplomatique le 15 août échoue mais la crise économique causée par l'embargo britannique pousse les Senoussis vers la guerre. Le sultan ottoman nomme Sayed Ahmed gouverneur de Tripolitaine et Ahmed publie le décret califal dejihad contre les infidèles britanniques et leurs alliés.

#### Cyrénaïque
Le 29 avril 1915, le colonel Antonio Miani et son groupe, qui marchent depuis la Sirtica, sont vaincus par les Senoussis à Gasr Bu Hadi (Qasr bu Hadi ou Al Ghardabiya), avec 3 000 à 4 000 victimes. Le matériel capturé est énorme, calculé à 6,1 millions de munitions pour fusils et mitrailleuses, 37 pièces d'artillerie, vingt mitrailleuses, 9 048 fusils, 28 281 obus d'artillerie et 37 camions. Les Senoussis capturent plus d'armes italiennes que celles livrées par les Ottomans et les Allemands. Les Italiens abandonnent rapidement Bu Njem et en 1916, un contingent senoussi commandé par Ramadan al-Shtaiwi envahit la Tripolitaine. Les Senoussis battent un groupe de Bédouins dirigé par Sayed Safi al-Din à  Bani Walid avant que Sayed Idris ne rappelle la force et n'accepte la notion d'une limite occidentale du pouvoir Senussi.Idris établit un khatt al-nar (ligne de feu) à travers la Sirtica, pour empêcher les incursions d'al-Shtaiwi et de ses forces, qui sont armées par les Italiens et dont le but est de se rétablir à l'intérieur des terres.
En mars 1916, Sayed Hilal, un jeune parent de Sayed Ahmed, se présente aux Italiens à Tobrouk, cherchant officiellement de la nourriture pour les populations affamées de la Marmarique. Les Italiens l'incitent à convaincre les habitants d'Aibadat de rendre 1 000 fusils en échange de nourriture. Ses bons offices sont utilisés pour entrer dans le port d'al-Burdi Sulaiman sans opposition en mai, puis dans le vieux camp de Sayed Ahmed à Masa'ad. Ses activités discréditent Sayed Idris et les négociations entre une commission anglo-italienne et Idris à al-Zuwaitina échouent. Les Britanniques lancent une offensive et début 1917, des pourparlers reprennent à Akrama (Acroma) et les accords d'Acroma sont conclus en avril. Les questions du désarmement de la population et du statut de la loi islamique sont laissées pour l'avenir mais les combats en Cyrénaïque prennent fin.

#### Tripolitaine
Les troupes italiennes capturent Ghat dans le sud-ouest de la province en août 1914, ce qui provoque une révolte et force les Italiens à quitter Ghat et Ghadamès. L'appel au jihad a plus d'effet parmi les Senoussis qu'ailleurs et Ahmad commence le jihad dans le Fezzan, dans le sud de la Libye. Les Italiens reprennent Ghadamès en février 1916, mais le blocus des Senoussis a peu d'effet militaire, car ils sont bien approvisionnés en armes italiennes capturées ; les garnisons italiennes en Cyrénaïque sont retirées pour renforcer l'ouest. Les opérations ottomanes et allemandes en Tripolitaine sont basées à Misratah, où un sous-marin visite toutes les quelques semaines pour livrer des armes et des munitions et en mai 1917, une station sans fil est construite. Les troupes ottomanes établissent une vingtaine de postes sur la côte et d'ici 1918, ont 20 000 soldats réguliers, un nombre similaire en formation et 40 000 réservistes non formés supplémentaires. n septembre 1918, ayant été empêché d'entrer en Tripolitaine par les forces ottomanes, Sayed Ahmed embarque à bord d'un sous-marin allemand à al-Aqaila et part en exil en Turquie. En Tripolitaine, les troupes locales sous le commandement d'al-Shtaiwi et les soldats réguliers ottomans sous Nuri Bey et Suliman al-Baruni résistent aux Italiens jusqu'à la fin de la guerre. L'analyse archéologique de la saline de Kallaya, le site d'une escarmouche mineure entre les Libyens le 14 novembre 1918, montre qu'ils disposent de fusils russes capturés par les Allemands et les Austro-Hongrois sur le front oriental et envoyés en Libye via les Ottomans.

#### Invasion de la Tunisie
Le 13 septembre 1915, un commandant senoussi, Khalifa ben Asker, envahit le Protectorat français de Tunisie en prenant Dehiba au sud de Tataouine. Les Français, distraits par la rébellion dans le sud de l'Algérie, avaient laissé le sud de la Tunisie sans défense. Les Senoussis ont trouvé peu de soutien de la part de la population locale et les dirigeants senoussis étaient en colère contre Khalifa ben Asker pour avoir entraîné les Français dans la bataille. Ils considéraient leur guerre comme dirigée uniquement contre les Italiens et les Britanniques et ne voulaient pas mettre en colère les Français. Khalifa ben Asker a été arrêté par les Senoussis et leurs forces se sont retirées de la Tunisie.

## Conséquences

### Analyse
Les affaires et actions dans le désert occidental sont de petits engagements et lorsque les Senoussis commencent les hostilités, la garnison d'Égypte est épuisée par les campagnes au Sinaï et à Gallipoli. De petits contingents de troupes des deux côtés parcourent de grandes distances et les troupes impliquées dans l'expédition de Gallipoli reviennent avant la conclusion de la Campagne des Senoussis, augmentant la garnison en Égypte à 275 000 hommes le 2 mars 1916. Le total des forces britanniques et du Commonwealth est d'environ 40 000 hommes mais seuls 2 400 participent à l'action d'Agagia. La campagne se mène en utilisant des méthodes de guerre traditionnelles juxtaposées à la technologie moderne, un processus initié par les Italiens qui ont été les pionniers de l'utilisation militaire des avions dans la guerre italo-turque. En 1915, les Britanniques exploitent le moteur à combustion interne pour circuler dans le désert et voler au-dessus, ajoutant une nouvelle dimension de vitesse et de mobilité à leurs opérations, ce qui est au-delà de la capacité des Senoussis de défier. Les Britanniques intègrent les opérations navales avec la campagne aérienne et terrestre ainsi que l'utilisation de méthodes de guerre plus anciennes, avec des chameaux comme bêtes de somme pour augmenter la portée des troupes au sol et en menant de l'espionnage et semant la discorde parmi les leaders Senoussis et leurs sponsors ottomans et allemands. Les patrouilles légères de voitures et les batteries de moteurs blindés légers effectuent des patrouilles et des raids à longue distance, collectant des informations et surprenant les Senoussis, qui perdent bientôt contact avec la vallée du Nil et sont ensuite isolés dans les oasis capturées, jusqu'à ce qu'ils soient dépassés ou chassés par la faim et la maladie. En 2001, Strachan décrit les hostilités en Libye comme une guerre indépendante de la Première Guerre mondiale, commençant en 1911 et se terminant en 1931. Une appropriation coloniale des terres a été résistée par la population locale, qui s'est développée en un mouvement de libération nationale. La supériorité technologique des Britanniques et l'immense espace peu peuplé du désert étaient des conditions pour la mobilité et l'action décisive, à l'opposé des effets de la guerre industrialisée en Europe. L'équipement et les méthodes qui ont rapidement vaincu les Senoussis en 1915 et 1916 ont été adoptés au Sinaï, en Palestine et en Syrie de 1917 à 1918.

### Victimes
En 2010, Del Boca écrit qu'en Libye, les pertes italiennes s'élèvent à 5600 tués, plusieurs milliers de blessés et environ 2000 prisonniers entre janvier et juillet 1915.

### Paix
En mars 1917, les forces Senoussis reçoivent l'ordre de se retirer d'Égypte vers la Libye. L'attaque des Senoussis contre l'Égypte n'a pas aidé l'Empire ottoman à vaincre les Britanniques à l'est du canal de Suez et la majorité de la population égyptienne ne rejoint pas le djihad et ne se soulève pas contre les Britanniques. Sayed Ahmed est miné par la défaite et son neveu, Sayyid Mohammed Idris, qui avait opposé une opposition à la campagne, gagne en faveur à ses dépens. L'accord de paix appelé le modus vivendi d'Acroma (en) entre les Britanniques et les Senoussis, conclu le 12 avril 1917, reconnaît Idris émir de Cyrénaïque (qui devient finalement le roi Idris Ier de Libye).Idris est tenu de remettre tous les citoyens britanniques, égyptiens ou alliés qui ont fait naufrage et de livrer ou d'expulser les officiers ottomans et leurs alliés. Une force de cinquante policiers est autorisée à Jaghbub mais aucune autre force militaire ne peut y être admise, à Siwa ou en Égypte. Les Britanniques s'engagent à permettre le commerce par Sollum et bien que Jaghbub reste égyptien, il sera administré par Idris, tant que l'engagement de ne pas permettre aux forces militaires d'entrer en Égypte sera honoré. Deux jours plus tard, Idris conclut un accord avec les Italiens et signe un modus vivendi, après quoi la Frontière occidentale reste calme pour le reste de la guerre. Sayed Ahmed s'attarde pendant un an ; en août 1918, il se rend à Constantinople à bord d'un sous-marin austro-hongrois et mena une propagande panislamique.

## Lectures complémentaires
- W. S. Austin, The War Effort of New Zealand: A Popular History of (a) Minor Campaigns in which New Zealanders Took Part, (b) Services Not Fully Dealt With in the Campaign Volumes, (c) The work at the Bases, vol. IV, Auckland, NZ, New Zealand Electronic text Collection, coll. « New Zealand in the First World War 1914–1918 », 1923 (OCLC 2778918), « 3 The Senussi Campaign »
- W. S. Austin, The Official History of the New Zealand Rifle Brigade (the Earl of Liverpool's own): Covering the Period of Service with the New Zealand Expeditionary Force in the Great War from 1915 to 1919, Wellington, NZ, New Zealand Electronic text Collection, coll. « New Zealand in the First World War 1914–1918 », 1924 (OCLC 22988355), « 3: The 1st Battalion at Mersa Matruh »
- C. E. W. Bean, The Australian Imperial Force in France, 1916, vol. III, Canberra, 12th computer file, coll. « Official History of Australia in the War of 1914–1918 », 1941 (OCLC 271462387), « The Sollum Expedition »
- C. E. W. Bean, The Australian Imperial Force in France, 1916, vol. III, Canberra, 12th computer file, coll. « Official History of Australia in the War of 1914–1918 », 1941 (OCLC 271462387), « The Light Cars in the Libyan Desert »
- M. G. E. Bowman-Manifold, An Outline of the Egyptian and Palestine Campaigns, 1914 to 1918, Chatham, The Institution of Royal Engineers, W. & J. Mackay, 1923 (OCLC 224893679)
- Michael Carver, The National Army Museum Book of The Turkish Front 1914–1918: The Campaigns at Gallipoli, in Mesopotamia and in Palestine, London, Pan Macmillan, 2003 (ISBN 978-0-283-07347-2)
- H. A. Jones, The War in the Air, being the Story of the part Played in the Great War by the Royal Air Force (Supplementary Map Volume), London, Imperial War Museum Department of Printed Books and Naval & Military Press, Uckfield, coll. « History of the Great War Based on Official Documents By Direction of the Historical Section of the Committee of Imperial Defence », 2020, 67–68 p. (ISBN 978-1-78331-642-7)
- Russell McGuirk, The Senussi's Little War: The Amazing Story of a Forgotten Conflict in the Western Desert, 1915–1917, London, Arabian Publishing, 2007 (OCLC 156803398)
- W. T. Massey, The Desert Campaigns, London and New York, Putnam, 1918 (OCLC 1163314, lire en ligne)
- Rachel Simon, Libya between Ottomanism and Nationalism: The Ottoman Involvement in Libya during the War with Italy (1911–1919), Berlin, K. Schwarz, 1987 (ISBN 978-3-922968-58-0)
- The Official Names of the Battles and Other Engagements Fought by the Military Forces of the British Empire during the Great War, 1914–1919, and the Third Afghan War, 1919: Report of the Battles Nomenclature Committee as Approved by The Army Council Presented to Parliament by Command of His Majesty, London, HMSO, 1921 (OCLC 29078007)
- Field Marshal Earl Wavell, A Short History of the British Army, London, Constable, 1968 (1re éd. 1933) (OCLC 35621223), « The Palestine Campaigns »

- Michel, « Les Italiens en Cyrénaïque et le senoussisme », Revue d'Histoire de la Guerre Mondiale, vol. I,‎ 1926, p. 1–20 (OCLC 1589850)
- Petrangani, « Turcs et Senoussistes au Fezzan pendant la Grande Guerre: Histoire d'une révolution ignorée », L'Afrique Française: Renseignements coloniaux,‎ 1925, p. 508–526 (OCLC 12290929, lire en ligne)
- Raza, « Italian Colonisation and Libyan Resistance: The Al-Senussi of Cyrenaica (1911–1922) », Ogirisi: A New Journal of African Studies, vol. IX,‎ 2012, p. 1–43 (ISSN 1597-474X)

- (it) Rosselli, « Le operazioni militari in Libia e nel Sahara 1914–1918 », Collana Immagini di Storia, Campobasso, Italia, ars militaris, 1993 (consulté le 28 mars 2015)